# Jądro (algebra)
Jądro – dla danej struktury algebraicznej homomorficzny przeciwobraz elementu neutralnego. Dla danego homomorfizmu {\displaystyle f} jego jądro oznacza się zwykle {\displaystyle \ker f} (od ang. kernel).

## Homomorfizm grupowy
Niech {\displaystyle f\colon G\to H} będzie homomorfizmem grup. W teorii grup jądrem homomorfizmu {\displaystyle f} nazywamy podgrupę {\displaystyle f^{-1}(e),} gdzie {\displaystyle e} jest elementem neutralnym działania w grupie {\displaystyle H.}
Homomorfizm {\displaystyle f\colon G\to H} jest przekształceniem różnowartościowym (monomorfizmem) wtedy i tylko wtedy, gdy {\displaystyle \ker f=\{e\}.}

## Homomorfizm pierścieni
Niech {\displaystyle f\colon R\to S} będzie homomorfizmem pierścieni. W teorii pierścieni jądrem homomorfizmu {\displaystyle f} nazywa się podzbiór {\displaystyle f^{-1}(0),} gdzie {\displaystyle 0} oznacza element neutralny w grupie addytywnej pierścienia {\displaystyle R.}

## Przekształcenie liniowe
Niech {\displaystyle f\colon U\to V} będzie przekształceniem liniowym (homomorfizmem przestrzeni liniowych) między przestrzeniami liniowymi nad ciałem {\displaystyle K.} W algebrze liniowej jądrem przekształcenia liniowego {\displaystyle f} nazywany jest przeciwobraz wektora zerowego, czyli podzbiór
{\displaystyle \left\{x\in U\colon f(x)=0\right\}.}

### Własności
- {\displaystyle \ker f} jest podprzestrzenią liniową dziedziny przekształcenia {\displaystyle f,}
- {\displaystyle \dim f=\dim \ker f+\dim \operatorname {im} f,} gdzie {\displaystyle {\mbox{im }}f} oznacza obraz przekształcenia {\displaystyle f,}
- przekształcenie {\displaystyle f} jest różnowartościowe {\displaystyle \iff \ker f=\{0\}.}